# بسکتبال مردان دوک بلو دولز
تیم بسکتبال مردان دوک بلو دَوِلز (به انگلیسی: Duke Blue Devils men's basketball) تیم بسکتبال مردان دانشگاه دوک است که در کنفرانس کرانه آتلانتیک در لیگ دسته یک ان‌سی‌ای‌ای حضور دارد.مایک شیشفسکی از سال ۱۹۸۰ هدایت این تیم را بر عهده داشته و توانسته تیم را ۱۱ بار به نیمه نهایی جام قهرمانی بسکتبال دسته اول مردان ان‌سی‌ای‌ای برساند که از آن دفعات تیم دوک ۴ بار موفق به کسب مقام قهرمانی شده‌است.
این تیم بازی‌های خانگی خود را در «ورزشگاه سرپوشیده کامرون» انجام می‌دهد.

## دوران مایک شیشفسکی
مایک شیشفسکی از سال ۱۹۸۰ موفقیت‌های بسیاری به همراه تیم دوک کسب کرده که عبارتند از:
- ۴ بار قهرمانی در جام قهرمانی بسکتبال دسته اول مردان ان‌سی‌ای‌ای
- ۱۱ بار حضور در نیمه‌نهایی جام قهرمانی بسکتبال دسته اول مردان ان‌سی‌ای‌ای
- ۲۱ بار حضور در مرحله یک‌شانزدهم (سوییت ۱۶) جام قهرمانی بسکتبال دسته اول مردان ان‌سی‌ای‌ای
- ۸۱ برد در مسابقات قهرمانی لیگ بسکتبال دانشجویی (تا پایان فصل ۲۰۱۳-۲۰۱۲)
- ۹۵۶ برد در دوران مربیگری تیم دوک (بیش‌ترین برد کسب‌شده توسط یک مربی در لیگ دسته یک ان‌سی‌ای‌ای) (تا پایان فصل ۲۰۱۳-۲۰۱۲)
- ۲۳ بازیکن در دور اول NBA Draft

## بازیکنان شاخص
این تیم دارای بازیکنان بزرگی در تاریخ خود بوده که از آن‌ها می‌توان به اسامی زیر اشاره کرد:
کایری اروینگ، لوال دنگ، کارلوس بوزر، شین بدیر، گرنت هیل، تامی آماکر، پیته گادت(سرمربی تیم بسکتبال زنان هند)